# FCパルチザン・ミンスク
FCパルチザン・ミンスクは、ベラルーシのミンスクをホームタウンとしていたサッカークラブ。

## 歴史
2004年にベラルーシ・プレミアリーグデビューを果たした。2005年、ベラルーシ・カップで優勝し、UEFAカップ 2005-06で欧州カップ戦デビューを飾った。
2008年、ベラルーシ・カップ決勝でFCシャフティオール・ソリゴルスクを2-1で破り、2回目の優勝を果たした。
2010年1月にMTZ＝RIPOミンスクからクラブ名を変更することが公表され、1月26日にFCパルチザン・ミンスクに改称した。
ベラルーシ・ファーストリーグに所属していた2011年は入れ替え戦でFCヴィーツェプスクに勝利したが、財政問題によりライセンスを取得できず、2012シーズンのプレミアリーグは2011シーズンよりも1チーム少ない11チームで構成された。
2014年に解散した。

## タイトル
- ベラルーシ・カップ：2回
  - 2005, 2008

## 欧州の成績
| シーズン | 大会                   | ラウンド  | 対戦相手                     | ホーム     | アウェー | 合計 |
| -------- | ---------------------- | --------- | ---------------------------- | ---------- | -------- | ---- |
| 2005-06  | UEFAカップ             | 予選1回戦 | フェレンツヴァーロシュTC     | 1-2        | 2-0      | 3-2  |
| 2005-06  | UEFAカップ             | 予選2回戦 | FKテプリツェ                 | 1-1        | 1-2      | 2-3  |
| 2006     | UEFAインタートトカップ | 1回戦     | FCシャフチョール・カラガンダ | 1-3        | 5-1      | 6-4  |
| 2006     | UEFAインタートトカップ | 2回戦     | FCモスクワ                   | 0-1        | 0-2      | 0-3  |
| 2008-09  | UEFAカップ             | 予選1回戦 | MŠKジリナ                    | 2-2        | 0-1      | 2-3  |
| 2009-10  | UEFAヨーロッパリーグ   | 予選1回戦 | FKスティエスカ・ニクシッチ   | 2-1 (延長) | 1-1      | 3-2  |
| 2009-10  | UEFAヨーロッパリーグ   | 予選2回戦 | FCメタルルフ・ドネツィク     | 1-2        | 0-3      | 1-5  |